# Tom Steels

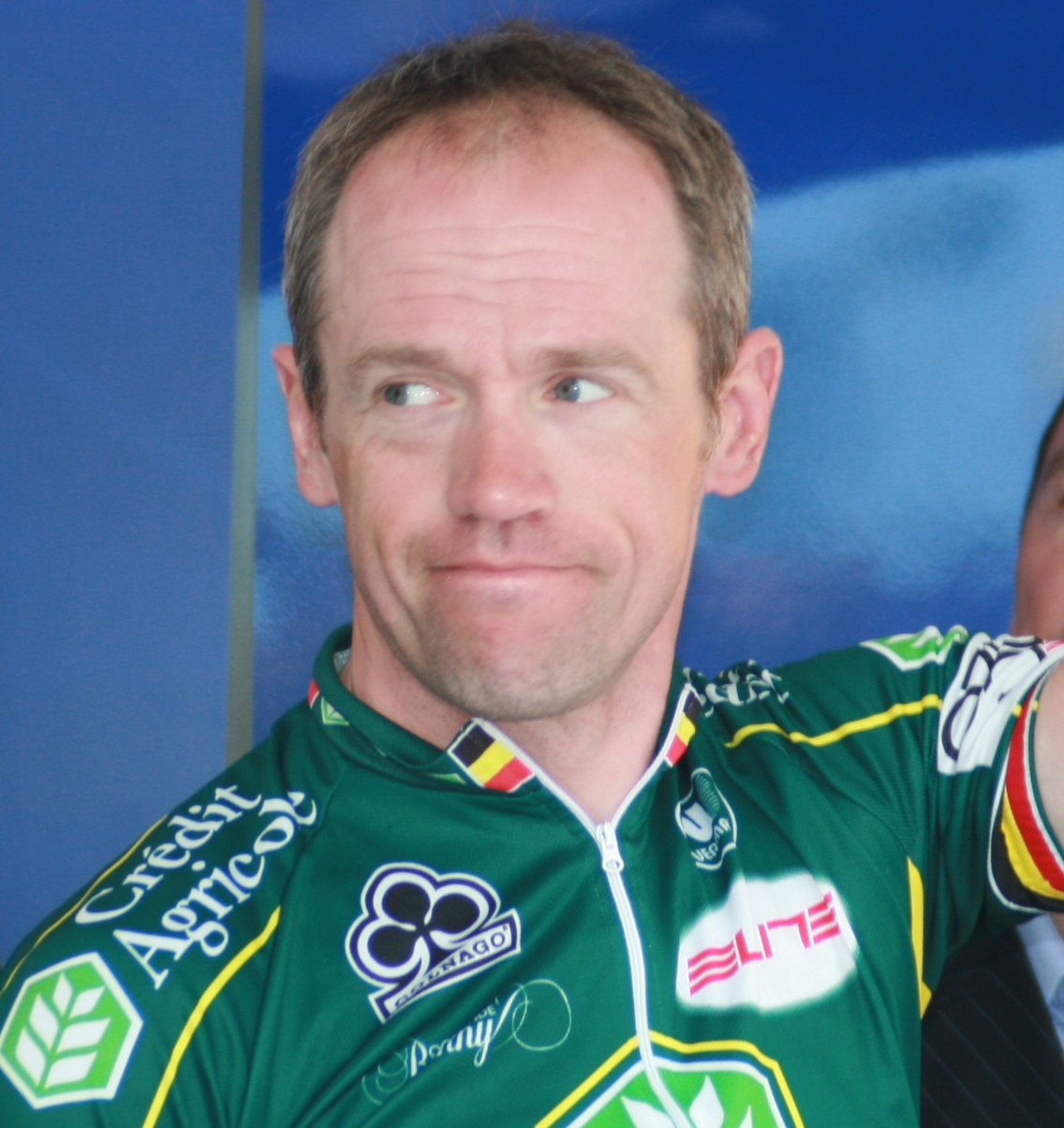
Tom Steels (2008)

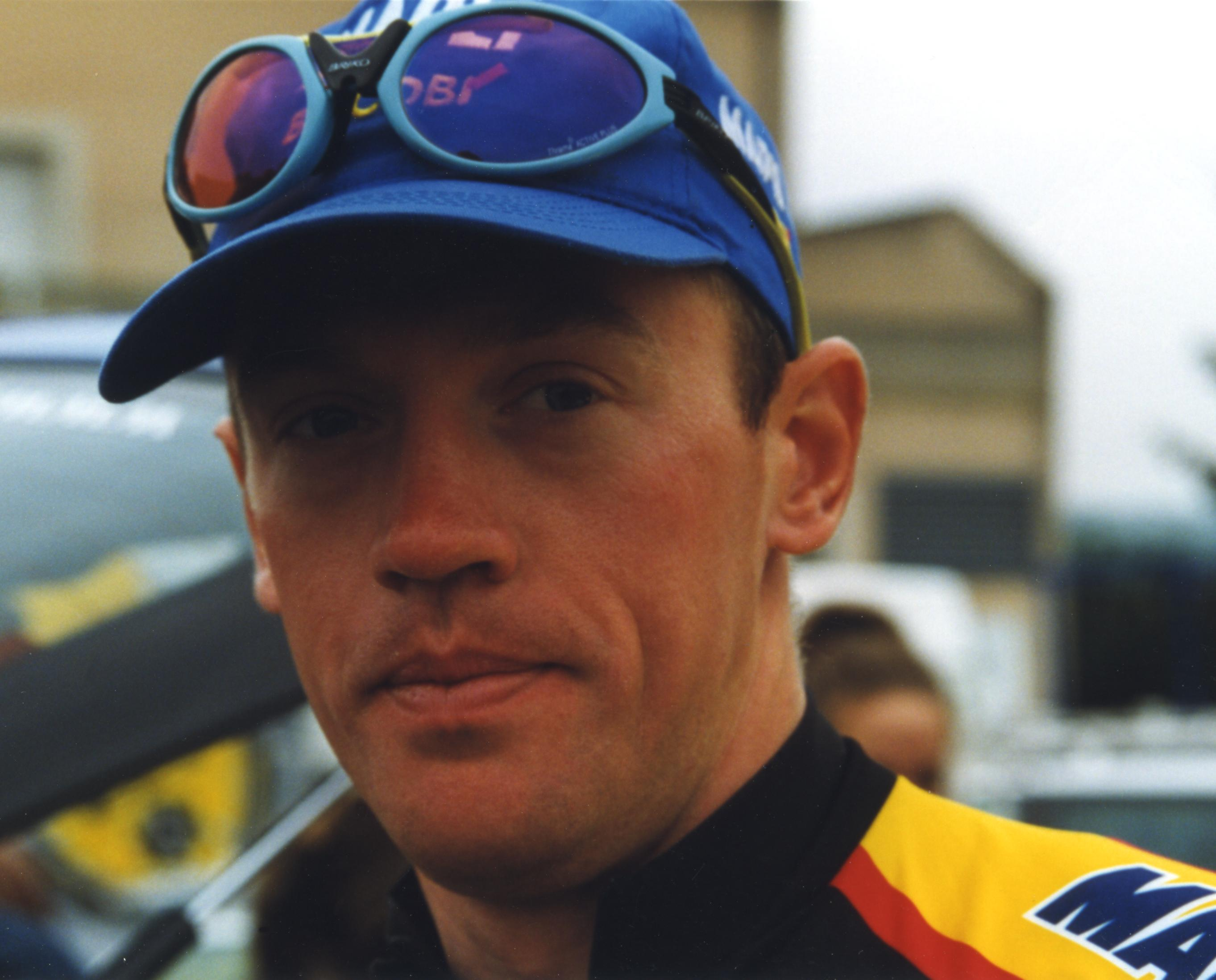
Tom Steels (1998)

Tom Steels (* 2. September 1971 in Sint-Gillis-Waas) ist ein ehemaliger belgischer Radrennfahrer, der nach seiner aktiven Karriere als Trainer tätig ist.

## Karriere
Während Tom Steels in seinem ersten Profijahr 1994 bereits einige Siege erreichte, gelang ihm 1996 der Durchbruch mit dem Gewinn des Omloop Het Volk und von Gent–Wevelgem. Er wiederholte seinen Sieg beim Klassiker Gent–Wevelgem 1999 und wurde dreimal belgischer Straßenmeister.
Steels gewann im Sprint zahlreiche Etappen bei Rundfahrten, darunter insgesamt neun Etappen der Tour de France, wovon alleine vier Siege auf die Tour 1998 fielen. Während des Zielsprints der 6. Etappe bei der Tour de France 1997 fühlte er sich von Frédéric Moncassin behindert und schleuderte eine Trinkflasche auf den Franzosen. Daraufhin disqualifizierte die Tour-de-France-Jury Steels und schloss ihn von der Tour aus. Steels hatte während seiner gesamten Karriere immer wieder mit längeren Erkrankungen zu tun, die ihn zwangen, größere Pausen einzulegen. Dadurch konnte er sich auch nicht für die Olympischen Sommerspiele 2000 qualifizieren.
Nach Ablauf der Saison 2008 beendete Steels seine Karriere als Radrennfahrer. Im Jahr 2011 wurde er Trainer beim Quickstep Cycling Team.

## Erfolge
Siege insgesamt: 81, darunter:
1994
- eine Etappe Tour de l’Avenir

1995
- eine Etappe West Virginia Mountain Classic

1996
- Omloop Het Volk
- Gent–Wevelgem
- eine Etappe Tour Méditerranéen

1997
- eine Etappe Paris–Nizza
- Belgische Straßenmeisterschaft
- eine Etappe Tour de Suisse
- eine Etappe Tour du Luxembourg

1998
- zwei Etappen und Punktewertung Vuelta Ciclista a Andalucia
- zwei Etappen Paris–Nizza
- Dwars door Vlaandern
- Belgische Straßenmeisterschaft
- vier Etappen Tour de France

1999
- eine Etappe Paris–Nizza
- Gent–Wevelgem
- drei Etappen Tour de France

2000
- eine Etappe Paris–Nizza
- zwei Etappen Tour de France
- eine Etappe Tour Méditerranéen

2001
- eine Etappe Deutschland Tour
- zwei Etappen Postgirot Tour of Sweden

2002
- eine Etappe 4 Tage von Dünkirchen
- eine Etappe Katalonien-Rundfahrt
- Belgische Straßenmeisterschaft

2003
- eine Etappe Etoile de Bessèges
- eine Etappe und Punktewertung Belgien-Rundfahrt
- eine Etappe Österreich-Rundfahrt

2004
- eine Etappe Etoile de Bessèges
- eine Etappe Tour du Luxembourg
- Belgische Straßenmeisterschaft
- zwei Etappen und Punktewertung Österreich-Rundfahrt
- Grote Prijs Stad Sint-Niklaas

2005
- eine Etappe Etoile de Bessèges
- eine Etappe Algarve-Rundfahrt
- eine Etappe Drei Tage von De Panne

## Grand-Tour-Platzierungen
| Grand Tour            | 1996 | 1997 | 1998 | 1999 | 2000 | 2001 | 2002 | 2003 | 2004 | 2005 |
| --------------------- | ---- | ---- | ---- | ---- | ---- | ---- | ---- | ---- | ---- | ---- |
| Giro d’ItaliaGiro     | –    | –    | –    | –    | –    | –    | –    | –    | –    | DNF  |
| Tour de FranceTour    | –    | DNF  | 85   | 104  | DNF  | DNF  | DNF  | –    | –    | –    |
| Vuelta a EspañaVuelta | 86   | –    | –    | –    | –    | –    | –    | –    | –    | DNF  |

## Teams
- 1994–1995 Vlaanderen 2002
- 1995–1997 Mapei-GB
- 1998 Mapei Bricobi
- 1999–2002 Mapei-Quick Step
- 2003–2004 Landbouwkrediet-Colnago
- 2005–2006 Davitamon-Lotto
- 2007 Predictor-Lotto
- 2008 Landbouwkrediet-Tönissteiner

## Trivia
Steels spielte mit seinen drei Brüdern in einer Rockband mit Namen "Steels Brothers" Gitarre. Für seinen 50. Sieg als Berufsfahrer erhielt er vom Bürgermeister der Gemeinde Lavalle ein Pferd geschenkt.